# Pavel Schejbal
Pavel Schejbal (* 4. července 2000) je český sportovní střelec z pistole, který reprezentuje klub MV ČR Olymp Plzeň. Do roku 2017 reprezentoval klub SSK Plzeň-Slovany.

## Nejvýznamnější úspěchy
- Mistrovství Evropy 2018, Gyor, Maďarsko – 13. místo (VzPi, 568 bodů), kategorie junioři
- Mistrovství světa juniorů 2017, Suhl, Německo – 47. místo (VzPi, 561 bodů), kategorie junioři